# Samaria

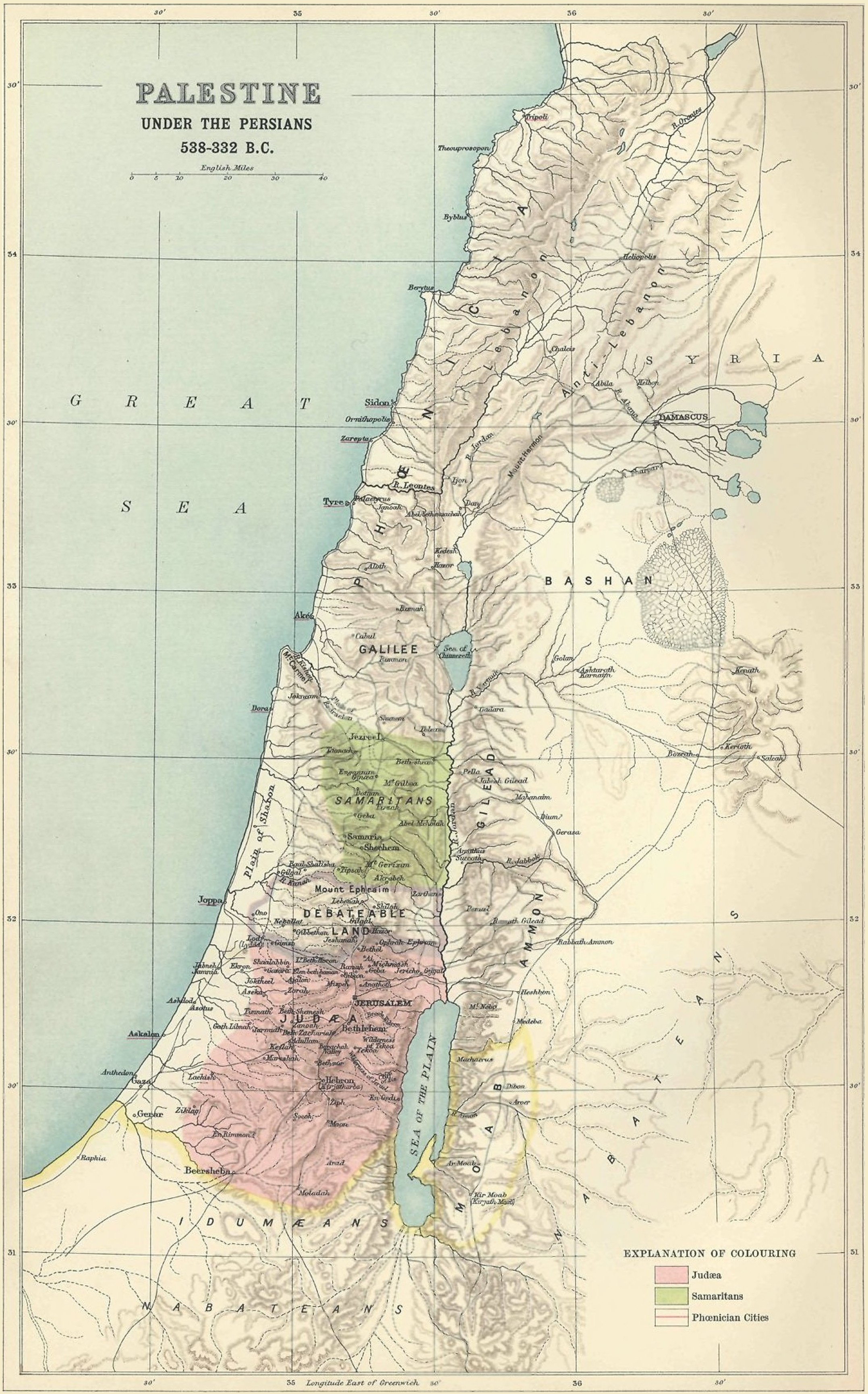
Localización de Samaria (verde) en Palestina, durante el Imperio persa.

Samaria (en hebreo: שמרון‎, romanizado: Šomron; en árabe: السَّامِرَة‎, romanizado: as-Sāmira) es una región montañosa de la antigua Palestina, ubicada en la parte central de los territorios habitados por las Tribus de Israel, de la monarquía unificada del reino de Israel (1047 a. C.-930 a. C.) y el continuador reino de Israel (928 a. C.-720 a. C.). Se le dio este nombre por la antigua ciudad de Samaria, capital de aquel reino que se emplazaba en un monte al noroeste de Siquem. Actualmente, en el ámbito internacional, este territorio y el de la antigua Judea, ambos habitados predominantemente por palestinos, se conocen con el neologismo "Cisjordania" (el territorio más acá del río Jordán), creado tras la anexión jordana de este territorio (después de la guerra árabe-israelí de 1948), mientras que en el sistema administrativo israelí recibe el nombre de área de Judea y Samaria.
Durante la Guerra de los Seis Días en 1967, Cisjordania fue conquistada en su totalidad por Israel. En noviembre de 1988, Jordania cedió su reclamación sobre ese territorio a la OLP y, en 1995, el control de las llamadas áreas 'A' y 'B' fue transferido a la Autoridad Nacional Palestina, la cual no reconoce el término de "Samaria" en sus dominios.

## Toponimia

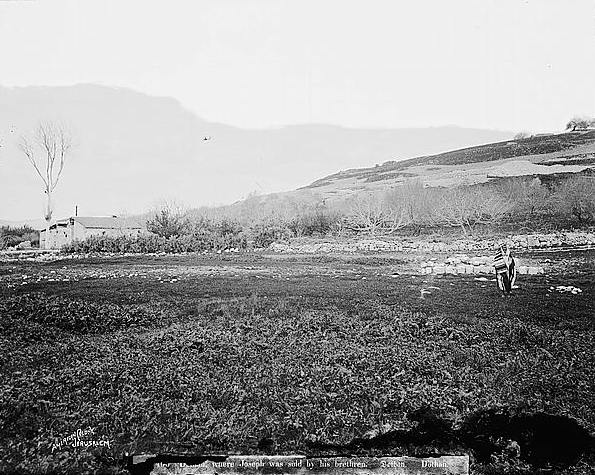
El sitio de Dotán, donde, según el libro de Génesis, José fue vendido por sus hermanos.

De acuerdo con la tradición bíblica, la denominación de Samaria proviene del nombre propio, o tribal, Semer, de quien se relata que el rey Omrí, por dos talentos de plata, adquirió el sitio en el que erigiría la ciudad epónima (1Reyes 16:24) como nueva capital de Israel. Pero, el hecho de que el monte se llamara Samaria cuando Omrí lo compró, podría indicar que quizá el auténtico significado etimológico del nombre del lugar fuese “viso”.
En las primeras inscripciones cuneiformes en que se hace mención de Samaria, se le designa bajo el nombre de “Bet Ḥumri” (La casa de Omrí); pero a partir del reinado de Tiglatpileser III y en adelante, se le llama por su nombre arameo: "Samirin".
Así pues, desde tiempos antiguos, Samaria fue el único nombre que se le dio en Occidente a esta región hasta la ocupación jordana de mediados del siglo XX, momento en el que los jordanos la rebautizaron como Cisjordania.
Incluso, a principios del siglo XX, Samaria fue uno de los seis distritos administrativos del Mandato Británico de Palestina; no obstante, luego de que Israel se hiciera con toda Cisjordania en 1967, el gobierno israelí comenzó a retomar los nombres bíblicos de las regiones de dicho territorio, aduciendo argumentos de carácter religioso y nacionalista.

## Geografía

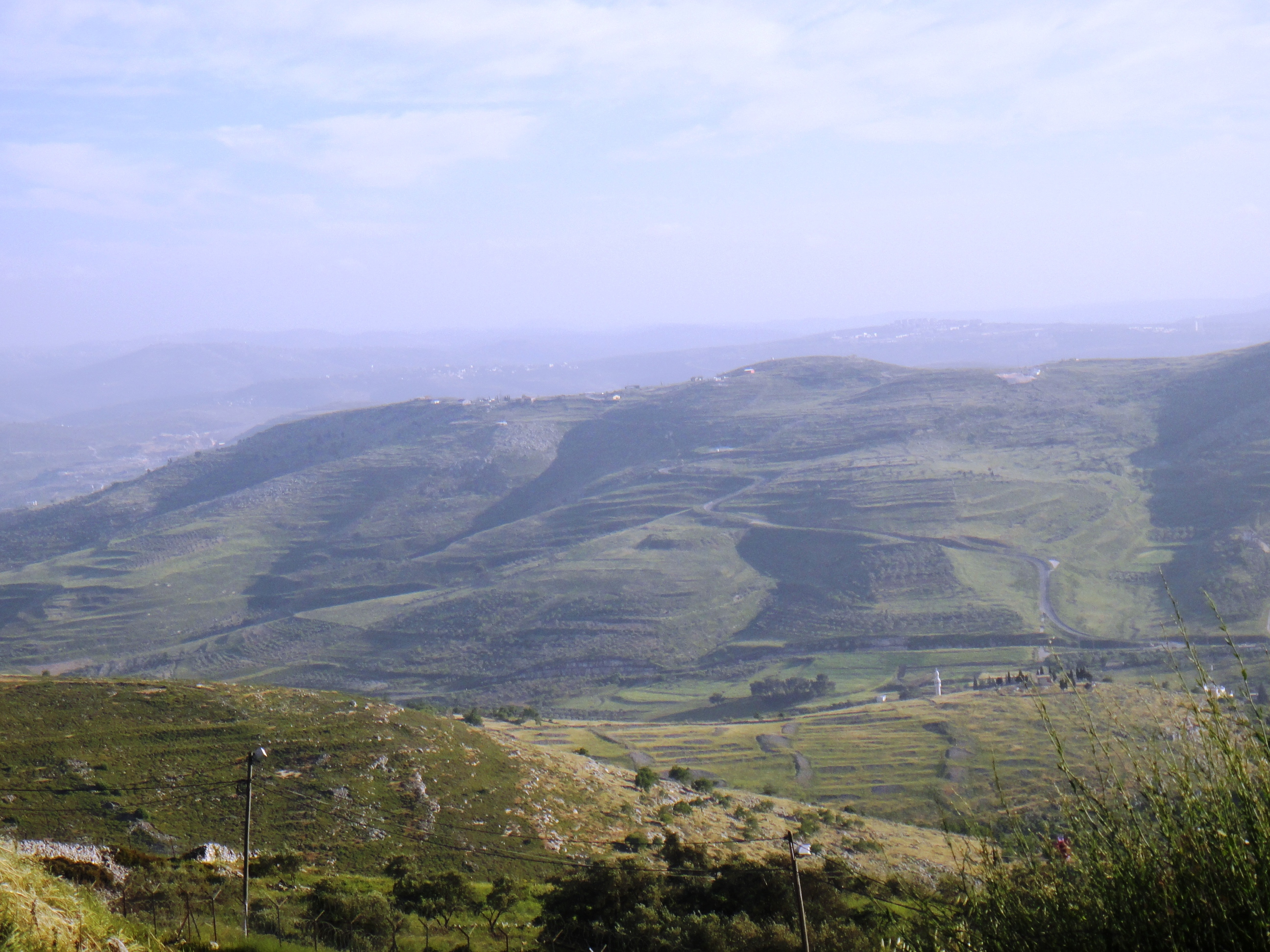
Fisionomía de Samaria en Yitzhar.

Samaria limita al norte con el Valle de Jezreel, al este con el Valle del Jordán, al noroeste con el Monte Carmelo, al oeste con la Llanura de Sharón y al sur con los montes de Judea. En tiempos bíblicos, Samaria "se extendía desde el mar Mediterráneo hasta el valle del Jordán", incluyendo el Monte Carmelo y el Valle de Sharón.
Los accidentes topográficos de Samaria no son muy acentuados, sus montes pocas veces llegan a los 800 metros de altura y las cadenas montañosas del mediodía de la región se conectan con las de Judea sin que haya una clara división física entre ambas. El clima de Samaria es benigno en contraste con el inhóspito de Judea, en el sur.
Las principales ciudades de la región son las localidades palestinas de Yenín, Nablus (Siquem), Kalkilia y Tulkarem, además del asentamiento israelí de Ariel.

## Etnografía
Los samaritanos son un grupo etno-religioso emparentado con los judíos, que surge como tal entre los siglos VI y IV a. C. En algún momento antes de nuestra era, aceptaron el Pentateuco como libro sagrado, pero con modificaciones que resaltaban ciertos puntos doctrinales; el principal de ellos era considerar que el Templo de Yahveh debía estar en el monte Guerizín, en lugar de Jerusalén.
Durante siglos fueron una comunidad distintiva en Palestina, respetados o tolerados por los gobernantes. También sufrieron persecuciones por parte del ejército de Alejandro Magno, los reyes seléucidas, los soberanos judíos y los emperadores romanos de religión cristiana.
En los tiempos bizantinos, cuando la comunidad samaritana vivió su edad de oro, con casi un millón de miembros antes de la conquista musulmana, además del núcleo en Palestina hubo comunidades samaritanas dispersas en el Cercano Oriente, desde Egipto hasta Irán. La más importante de ellas, sin embargo, se radicó en Damasco. La sofocación de las revueltas samaritanas en tiempos de Justiniano golpeó duramente a la comunidad. 
Tras la conquista, fueron respetados como "pueblo del Libro" si bien tuvieron que pagar la yizia, como sus vecinos cristianos y judíos. Este estatuto de dimmíes se mantuvo bajo los omeyas, pero no siempre fue respetado por los abásidas, en particular por el califa al-Mutawakkil. Sometidos al reino latino de Jerusalén, gozaron del respeto de los cruzados, quizás por la manera en que los evangelios se referían a ellos.
A principios del siglo XVII, bajo el Imperio otomano, la mayoría de la población samaritana en Damasco fue masacrada o convertida, por lo cual el resto de la comunidad damascena regresó a sus tierras ancestrales de Nablús. Este retorno permitió que la comunidad samaritana en Palestina volviera a crecer. Sin embargo, a finales del período otomano, la comunidad samaritana se redujo a su nivel más bajo, poco más de un centenar de personas en el siglo XIX. La situación mejoró significativamente durante el mandato británico de Palestina, pues se incorporaron al servicio civil y hubo un repunte demográfico con casi doscientos samaritanos en la década de 1930, la mayor parte residentes en Nablús.
Después de la creación del Estado de Israel, algunos de los samaritanos que vivían en Jaffa emigraron a Samaria, y a fines de la década de 1950, un centenar de samaritanos dejaron Cisjordania (en virtud de un acuerdo con las autoridades jordanas) y se establecieron, en 1954, en Holon, Israel, considerado como un enclave samaritano.
Hasta la década de 1990, la mayoría de los samaritanos residían en la ciudad de Nablús, pero se trasladaron a Qiryat Luza en las proximidades del asentamiento israelí de Har Brakha como resultado de la violencia durante la Primera Intifada (1987-1990). En consecuencia, todo lo que queda de la comunidad samaritana en la propia Nablús es una sinagoga abandonada.
La población actual, ochocientos dieciocho según datos de 2020, habitan en Qiryat Luza en el monte Guerizín y en la ciudad de Holon, en las afueras de Tel Aviv, la mayoría son bilingües en árabe y hebreo; el antiguo samaritano y el arameo se usan en los servicios cultuales, escritos con los caracteres paleohebreos.
Los samaritanos tienen un estatuto religioso independiente en Israel, si bien hay conversiones ocasionales del judaísmo al samaritanismo y viceversa debido a los matrimonios. Las autoridades rabínicas israelíes consideran que el samaritanismo es una rama del judaísmo, pero el Gran Rabinato de Israel requiere que los samaritanos pasen oficialmente por una conversión formal al judaísmo para ser reconocidos como judíos halájicos. Los samaritanos con ciudadanía israelí están obligados a cumplir el servicio obligatorio en las Fuerzas de Defensa de Israel, mientras que están exentos aquellos con doble ciudadanía israelí-palestina (es decir, quienes pertenecen a la comunidad de Nablús y viven en Qiryat Luza).

### Origen étnico

#### Versiones contrapuestas
Según la tradición samaritana, el monte Gerizim fue el Lugar Santo original de los israelitas desde el momento en que Josué al mando de las doce tribus de Israel conquistó Canaán. En tiempos del sacerdote Elí, antes de que se estableciera la monarquía, tuvo lugar el primer cisma, cuando los más leales permanecieron fieles a los sacerdotes del monte Gerizim y otros se apartaron para seguir a los hijos de Eli en Siló y luego en Jerusalén. Samaria fue la capital del reino de Israel y los samaritanos afirman que son descendientes de las tribus israelitas de Efraín y Manasés, que sobrevivieron a la destrucción del ese reino por los asirios en 722 a. C.
La tradición judía afirma, por su parte, que los pobladores israelitas del reino de Israel fueron deportados a Asiria y sustituidos por pueblos venidos de Mesopotamia, en especial gentes de Cutha, de donde el término despectivo cuteo para referirse a los samaritanos. Estos recién llegados no adoraban a Yaveh y fueron atacados por leones, por lo cual se les envió un sacerdote, de la tribu de Leví, para enseñarles el culto al dios del país. El resultado final fue el sincretismo entre Yahveh y los dioses mesopotámicos. Esta versión, recogida por el Segundo Libro de los Reyes, en la Biblia, fue ampliamente aceptada. No obstante, una lectura más atenta de los textos indica que en tiempos de los reyes Ezequías y Josías, había habitantes israelitas en Samaria, a los cuales se los consideraba descendientes de las tribus de Efraín y Manasés, muchos de los cuales se establecieron en Jerusalén (que vivió un auge demográfico en esos años) y otros permanecieron, como dice el Libro de Jeremías, en Siquem y Samaria. El Libro de las Crónicas, por su parte, no menciona un reasentamiento asirio. Los autores de la Biblia, excepto cuando lo hacen de manera polémica, se refieren a los samaritanos como israelitas.
Los historiadores resaltan que las diferencias entre los pueblos del norte y el sur, se remontan a los orígenes de los reinos de Israel y Judá. La monarquía unida, si existió (algo que es puesto en duda por la mayoría), fue un breve episodio en la historia de estos pueblos. Las diferencias ecológicas, culturales, políticas y religiosas entre Judá, al sur, e Israel, o Samaria, en el norte atraviesan toda la historia de esa región desde la Edad de Hierro, o antes, hasta las conquistas persas y macedonias. En cuanto a la deportación, atestiguada por las estelas asirias, consideran que se limitó a la élite del reino del norte y que gran parte de los habitantes israelitas del país permanecieron en él. El asentamiento de asirios, también histórico, parece no haber sido exitoso y estos "cuteos" se integraron en la mayoritaria población israelita.

#### Estudios demográficos y genéticos.
Las primeras investigaciones demográficas de la comunidad samaritana se llevaron a cabo en la década de 1960; según los registros de las últimas trece generaciones, los samaritanos comprenden cuatro linajes, definidos por ellos mismos como:
- El linaje sacerdotal Cohen de la tribu de Levi,
- El linaje Tsedakah, de la tribu de Manasés
- El linaje Joshua-Marhiv,  de la tribu de Efraín
- El linaje Danafi, de la tribu de Efraín

En la primera década del siglo XXI, se realizaron varios estudios genéticos en la población samaritana utilizando comparaciones de haplogrupos, así como estudios de genoma ampliado. En los mismos se incluyeron estas cuatro familias samaritanas. La familia Joshua-Marhiv pertenece al haplogrupo J-M267 presente en las poblaciones judías, sobre todo en las que reivinidican ascendencia sacerdotal por sus apellidos, así mismo las familias Danafi y Tsedakah pertenecen al haplogrupo J-M172 también propio de los judíos del Levante mediterráneo. En cuando a la familia samaritana más grande e importante, la familia Cohen pertenece al haplogrupo E, vinculado a los pueblos africanos.
Un artículo de 2004 sobre la ascendencia genética de los samaritanos concluyó que existe una ascendencia común de samaritanos y judíos, pero que los linajes mitocondriales son más cercanos a los judíos iraquíes y a los árabes israelíes.

### Religión

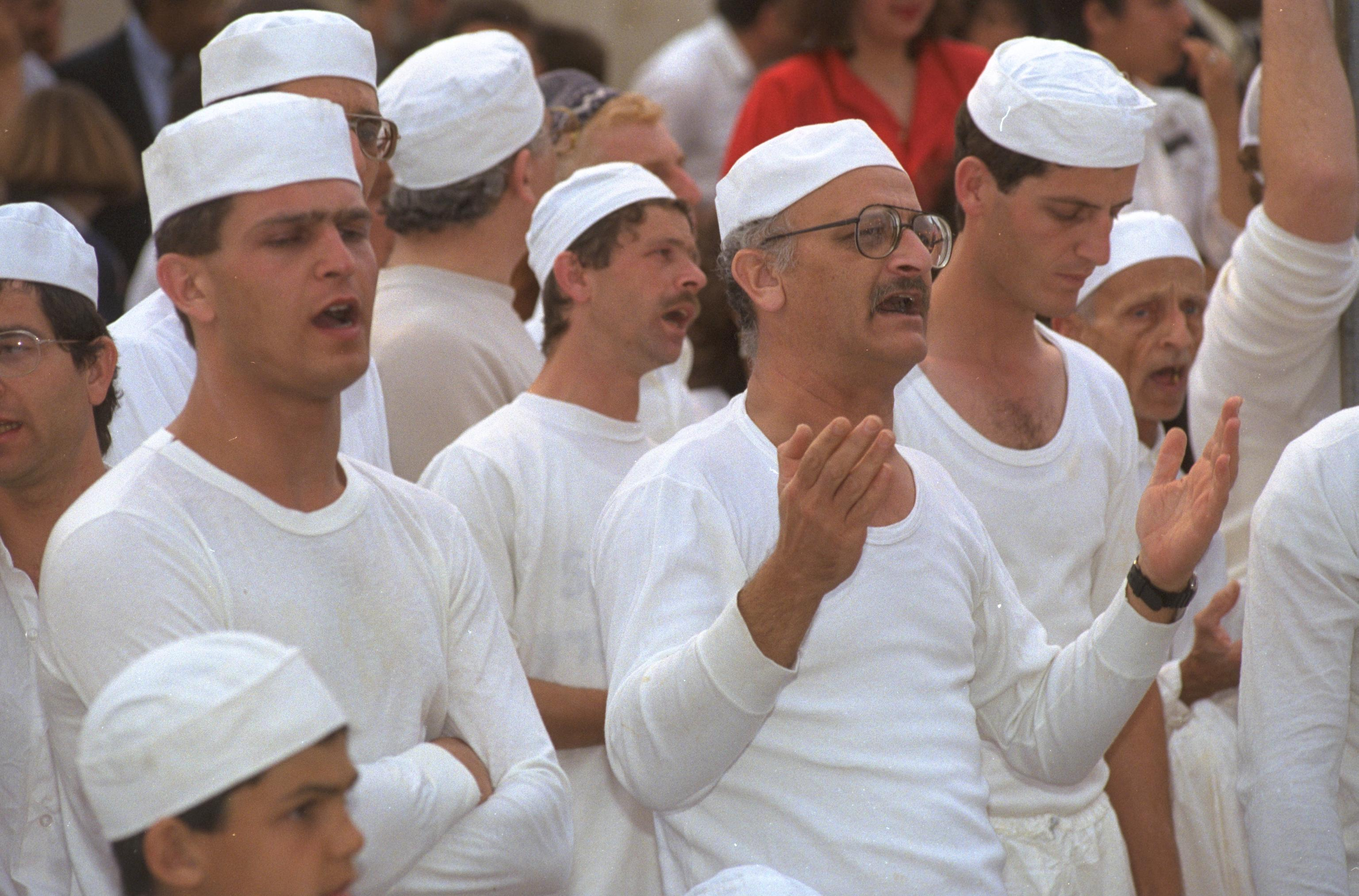
Samaritanos orando durante la celebración de la Pascua en el Monte Guerizín.

En el plano religioso, los samaritanos profesan el samaritanismo, una religión abrahámica estrechamente relacionada con el judaísmo que se sustenta en la Torá samaritana. Su culto se centra en el monte Guerizín, a diferencia del judaísmo, que tiene el monte Sion en Jerusalén como su monte santo.
Precisamente en Guerizín hubo alguna vez un templo samaritano que se construyó a mediados del siglo V a. C., pero que posteriormente fue destruido por Juan Hircano en el año 128 a. C.; pese a ello, los samaritanos siguen hasta nuestros días rindiendo culto entre las ruinas de ese lugar.

#### Creencias
Hay un Dios, YHWH, el mismo Dios reconocido por los profetas hebreos.
Dios le dio la Torá a Moisés.
El monte Gerizim, no Jerusalén, es el único santuario verdadero elegido por el Dios de Israel.
Al final de los días, los muertos serán resucitados por el Taheb, un restaurador (posiblemente un profeta, algunos dicen que Moisés).

#### La Resurrección y el Paraíso
Los sacerdotes son los intérpretes de la Ley y los guardianes de la tradición; los eruditos son secundarios al sacerdocio.
Se rechaza la autoridad de las secciones del Tanaj posteriores a la Torá y las obras rabínicas judías clásicas (el Talmud, que comprende la Mishná y la Guemará).
Tienen una versión significativamente diferente de los Diez Mandamientos (por ejemplo, el décimo mandamiento es sobre la santidad del monte Gerizim).
Los samaritanos han conservado el uso del paleohebreo, el Sumo Sacerdocio, el sacrificio y el consumo de corderos en la víspera de la Pascua y la celebración del comienzo del primer mes alrededor de la primavera como el Año Nuevo. Yom Teruʻah (el nombre bíblico de "Rosh Hashaná"), al comienzo de Tishrei, no se considera un Año Nuevo como lo es en el judaísmo rabínico. 
Los samaritanos se refieren a sí mismos como Benai Yisrael ("Hijos de Israel"), que es un término utilizado por todas las denominaciones judías como un nombre para el pueblo judío en su conjunto. Sin embargo, no se refieren a sí mismos como Yehudim (judíos), el nombre hebreo estándar para judíos.

#### Relación con el judaísmo
La actitud talmúdica expresada en el tratado Kutim es que los samaritanos deben ser tratados como judíos en asuntos en los que su práctica coincide con el judaísmo rabínico, pero como no judíos en los que su práctica difiere. Desde el siglo XIX, el judaísmo rabínico ha considerado a los samaritanos como una secta judía y se ha utilizado para ellos el término "judíos samaritanos".

#### Relación con el cristianismo

##### En el Nuevo Testamento
Samaria y los samaritanos se mencionan en los cuatro evangelios y en los Hechos de los Apóstoles. La referencia más conocida es la Parábola del Buen Samaritano, narrada por Jesús en el evangelio de Lucas. También se menciona la curación de diez leprosos, de los cuales solo el samaritano regresa para alabar a Dios. En el evangelio de Juan, por otra parte, se muestra a Jesús viajando a través de Samaria y se relata su encuentro con una mujer de esa etnia, procedente de la ciudad de Sicar; este episodio se sitúa junto al pozo de Jacob y culmina con la conversión en discípulos de ella y otros coterráneos.  En el mismo evangelio se afirma que las autoridades de Jerusalén acusan a Jesús de ser samaritano y estar poseído por un demonio, Jesús niega esta última acusación, pero no menciona la primera. En general la imagen de los samaritanos en los evangelios es positiva, salvo cuando no quieren recibir a Jesús en una aldea, y se los contrapone con la incredulidad de los habitantes de Judea.
En el libro de los Hechos, que relata parte de la historia de la iglesia primitiva, se narra que a raíz de la persecución en Jerusalén, muchos creyentes predicaron en Samaria, entre ellos el diácono Felipe. Al enterarse, Pedro y Juan viajaron a ese territorio para imponer sus manos sobre los creyentes, a fin de que recibieran el Espíritu Santo; en este contexto se menciona a Simón, el Mago, un samaritano, quien pretende comprar este poder a los apóstoles y es maldecido por Pedro. Otro samaritano notable del primer siglo, mencionado en el mismo libro y en fuentes posteriores, fue Prócoro, quien también formó parte de los siete diáconos.

##### Los samaritanos y la Iglesia
A finales del siglo II d. C., la comunidad cristiana samaritana original había perdido sus caracteres específicos, integrándose en las comunidades cristianas de origen gentil. Algunos estudiosos, como el Dr. Ze'ev Ben Haim, sin embargo, sostienen que el cristianismo samaritano perduró durante algún tiempo y consideran que se distinguían por el uso de la pelta (escudo) como signo representativo, tal como se puede ver en Cafarnaúm.

## Historia

### Antigüedad
A lo largo del tiempo, el territorio de Samaria ha sido dominado por diversos estados, entre ellos el Imperio Nuevo de Egipto, las ciudades estado cananeas, el reino de Israel, los Imperios asirio, neobabilonio, persa y de Alejandro. Más tarde fue parte del reino lágida, el seleúcida y la monarquía de los asmoneos y Herodes. A comienzos de nuestra era fue parte de la provincia de Judea o de Siria Palestina bajo el Imperio romano y luego bizantino.

#### Reino de Israel
| Cronología del Reino de Israel |
|                                |

Según el relato bíbico, las tribus de Israel se asentaron en Canaán, procedentes de Egipto, formando una confederación. El primer rey de esta unión de tribus fue Saúl, a quien sucedieron David y Salomón, quienes llevaron el reino unido de Israel a su máxima expansión.Tras la muerte del Salomón (c. 931 a. C.), las tribus del norte, lideradas por las de Efraín y Manasés, se separaron de las tribus del sur y establecieron el reino de Israel bajo el mando del rey Jeroboam. La primera capital de este reino fue la ciudad de Tirsá, hasta que en el siglo IX a. C. el rey Omrí fundó la ciudad de Samaria en una zona no urbanizada, pero que era el centro de una región de producción extensiva de vino y aceite., Del nombre de esta ciudad proviene el del pueblo samaritano y la región, si bien ellos mismos prefieren asociar el nombre con la palabra Shamerim (שַמֶרִים) es decir "Guardianes (de la Torah)".
El consenso casi universal de historiadores y arqueólogos es que esta reconstrución histórica resulta improbable a la luz de la arqueología y los documentos.A partir del comienzos del siglo XXI, se ha puesto en duda la existencia de la Monarquía Unida e incluso de figuras como David o Salomón. Jerusalén misma, en los siglo X y IX, era una pequeña fortaleza montañosa y el territorio de Judá estaba escasamente poblado. En contraste, las tierras de norte habían conocido un renacimiento desde el siglo XI, llamado "Nuevo Canaán" por Finkelstein, el cual culminó con la creación de una nueva cultura, la israelita, cuyo primer estado da comienzo, desde el punto de vista arqueológico, con la actividad constructora del rey Omri, fundador de Samaria.
El auge del reino de Israel tiene lugar bajo Jeroboam II, cuando alcanzó su mayor extensión como una potencia de nivel medio en el sur del Levante. El reino de Judá, por su parte, parece haber sido un reino vasallo de Israel.

Monarquía hebrea dividida. Mapa de los dos reinos hebreos hacia el 830 a. C.. El reino de Israel se muestra de color azul en este mapa.

#### Conquista asiria
Las luchas sucesorias y las guerras siro efraimitas, debilitaron al reino de Israel. El avance de los asirios no pudo ser detenido y los estados del Levante, fueron cayendo progresivamente bajo el dominio del Imperio neoasirio. En 726-722 a. C., Asiria, Salmanasar V, invadió el reino de Israel y sitió la ciudad de Samaria; que cayó tras un asedio de tres años. La élite del reino fue deportada a Asiria (los anales de Sargón dan el número de 27.290 habitantes de Samaria deportados), mientras que habitantes de otras provincias del imperio se establcieron allí y se fusionaron con la población local
Existen pocos documentos del periodo de tiempo que transcurre entre la caída de Samaria y el fin del Imperio asirio. Se sabe que gran parte de la población israelita permaneció en la región, ahora llamada provincia de Samaria (Sa-me ri-e-nna en asirio), pero otros emigraron a Judá y Jerusalén, que vieron incrementada en gran medida su población por los refugiados.

#### Periodo persa
En tiempos de Nehemías, el gobernador de Samaria, Sambalat el horonita, decidió construir un templo hebreo en la cima del monte Guerizín que rivalizara con el de Jerusalén.

#### 

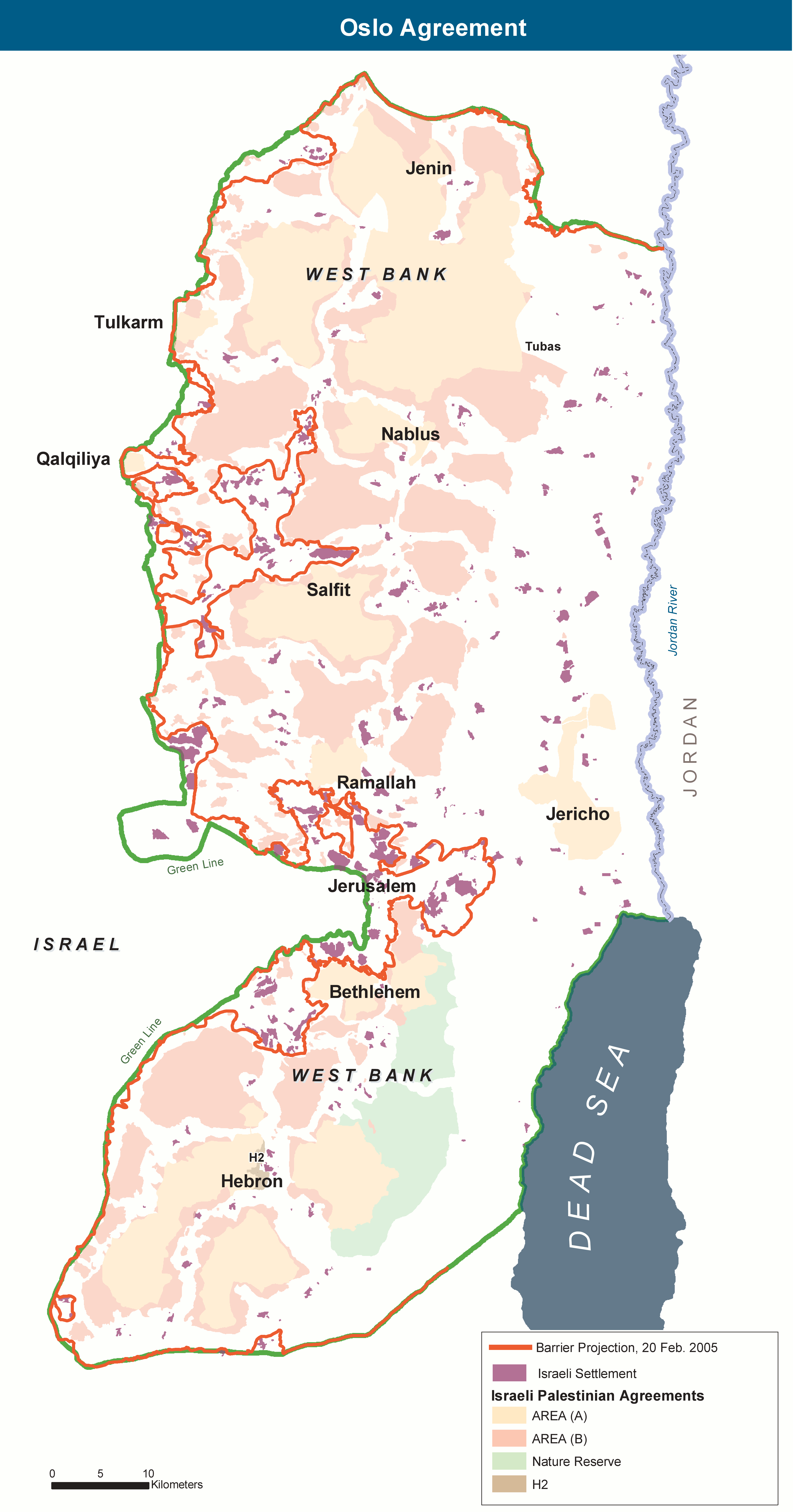
Mapa de Cisjordania que muestra sus áreas administrativas. De beige, el área 'A'; de piñón, el área 'B' y, de violeta, los asentamientos israelíes, los cuales son administrados por el Concejo Regional de Samaria. De verde claro, están las reservas naturales.

#### Periodo helenístico
En el año 128 a. C, el rey y sacerdote de Judea, Juan Hircano I, destruyó el templo samaritano en Guerizín y, circa 108 a. C., la ciudad de Samaria.

#### Periodo romano

La provincia romana de Judea en el E. C.

En el año 6 d. C., la región se convirtió en parte de la provincia romana de Judea, luego de la muerte del rey Herodes el Grande. Pero Samaria se mantuvo como un territorio hostil a la dominación romana. En 35, Poncio Pilato ordenó masacrar a un grupo de samaritanos durante una fiesta religiosa en el monte Guerizín, con tal de prevenir actos mesiánicos subversivos. Durante la primera guerra judeo-romana (66-70) los romanos, una vez más aplastaron incipientes sediciones samaritanas y, en la segunda revuelta judía (132-135), Adriano mandó quemar sus textos.